# Jean Thiriot
 (août 2024).
Jean Thiriot, né en 1590 et mort le 24 janvier 1649, est un maître maçon et architecte lorrain ayant exercé sous les ordres de Louis XIII. Il prit notamment une part active aux travaux du siège de La Rochelle (1627-1628).  

## Biographie

### Jeunesse
Jean Thiriot naît à Vignot en Lorraine. Il travaille avec son père, en tant que tailleur de pierre aux carrières d'Euville, village voisin. En 1616, âgé de 26 ans, il doit faire face au décès de son père et part pour Paris, sentant naître en lui des aptitudes particulières pour la construction.

### Arrivée à Paris
Ses débuts sont difficiles, et il est obligé de travailler aux gages d'un entrepreneur comme tailleur de pierre. Ce qu'il avait appris jadis des mains de son père lui est alors très utile et il en profite pour se perfectionner.
En 1611, la reine Marie de Médicis avait acheté l'hôtel du Luxembourg ; désirant y construire un palais selon les plans de celui que son père habite à Florence, elle confie les travaux à son architecte, Salomon de Brosse. Ce dernier fait alors appel à tous les ouvriers du bâtiment susceptibles de pouvoir l'aider dans sa tâche. Jean Thiriot y voit une occasion formidable de s'extirper de sa condition. Ouvrier très motivé et méritant, il fait preuve d'une attention toute particulière à l'égard de ses maîtres, suivant toujours leurs conseils afin de se perfectionner dans son art. C'est pourquoi de Brosse décide de lui proposer la direction d'un grand atelier de tailleurs de pierre.

### Carrière
Né à Vignot, Jean Thiriot n'est pas soumis à l'autorité royale ; en effet, la Lorraine à cette époque n'était pas incluse dans le royaume de France. Il décide cependant de renoncer à cet avantage et reste à Paris, persuadé que son destin est ici, et qu'il y réalisera ses rêves. D'ailleurs, il fait part de cette décision à son frère par le biais de nombreuses missives, qu'il échangeront des années durant.
C'est le contexte politique de l'époque qui va décider de son avenir. En effet, la reine avait pris sous son aile Concino Concini, le nommant même maréchal de France alors qu'il n'avait jamais porté les armes. Son fils, Louis XIII - alors jeune marié à une Espagnole - remonte alors à Paris et fait assassiner le maréchal Concini ; la reine, quant à elle, fut forcée de s'exiler à Blois.
Les proches et sympathisants de la reine étaient vus d'un mauvais œil et le malheureux architecte fut chassé de son poste pour être remplacé aussi vite par Clément II Métezeau, à qui de Brosse avait promis de recommander ses meilleurs ouvriers. Thiriot en était, et c'est ainsi qu'en 1617, on le retrouve œuvrant à la construction du portail de la chapelle de la Sorbonne ; ce qui ne l'empêchait pas de penser à son maître dont l'absence le peinait beaucoup.
Son frère vint le visiter à Paris, ils firent ensemble le tour de la ville et de ses monuments, les comparant sans cesse à ses propres travaux pour en donner à son frère une idée.
De 1617 à 1624, la correspondance épistolaire entre Jean et son frère est interrompue. C'est pourtant durant cette période que la reine-mère fut rappelée, avec son fidèle architecte. Ainsi, Brosse put terminer le Luxembourg, ou encore la salle des pas perdus du palais de justice.
Au cours de cette période, il construisit, de 1620 à 1623, quatre hôtels sur les terrains du fief des Petits Marais cédés par Denise Gaudard du 104 au 110 rue Vieille-du-Temple : hôtel d'Hozier, hôtel Mégret de Sérilly, hôtel de Lauzon et hôtel d'Épernon.
On retrouve alors des traces de Jean Thiriot en mai 1624 pour la construction de l'aqueduc d'Arcueil, aux côtés de son maître. Il ne manque pas de le comparer à l'aqueduc romain qu'il a aperçu entre Pont-à-Mousson et Metz pour rendre compte à son frère de l'ampleur du chantier. Il réside alors à Gentilly, plus au calme qu'à Paris. L'endroit lui rappelle Vignot, son village natal, où il avait juré de revenir lorsqu'il le pourrait. En effet, ce n'est pas par négligence pour sa famille qu'il avait quitté la Lorraine mais uniquement parce qu'il était convaincu qu'il avait du talent.
Les travaux de l'aqueduc s'achevèrent le 28 septembre 1624, et Jean Thiriot invita son frère à l'inauguration au cours de laquelle de Brosse vante les mérites de son principal aide auprès du cardinal (de Richelieu) dont la réaction est plutôt mitigée.

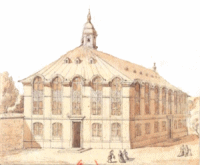
Temple protestant de Charenton.

L'hiver suivant est alors l'occasion de rentrer en Lorraine. Il reviendra en 1625 pour entreprendre, aux côtés de Salomon de Brosse, la construction d'un temple protestant à Charenton. La perspective de ce chantier ne le réjouit guère ; il ne sait comment se positionner face à cet édifice destiné aux « faux dieux ». Mais son confesseur lui assure qu'il n'y a rien de répréhensible à le construire, car il peut, dans le même temps, continuer sa lutte contre les protestants.
En 1626, Messire de Brosse meurt, au grand dam de son aide qu'il recommande pourtant avant de mourir à l'architecte du roi, Clément Métézeau. Ce dernier l'apprécie et lui confie même les travaux des Tuileries et du Louvre. Le roi vient souvent visiter les travaux, accompagné du cardinal qui daigne se souvenir du jeune tailleur de pierre présenté par de Brosse, lui ayant promis sa protection. 
L'année suivante, c'est à La Rochelle qu'on retrouve Jean Thiriot, alors maître-maçon, sur un chantier qui fera bientôt sa renommée.

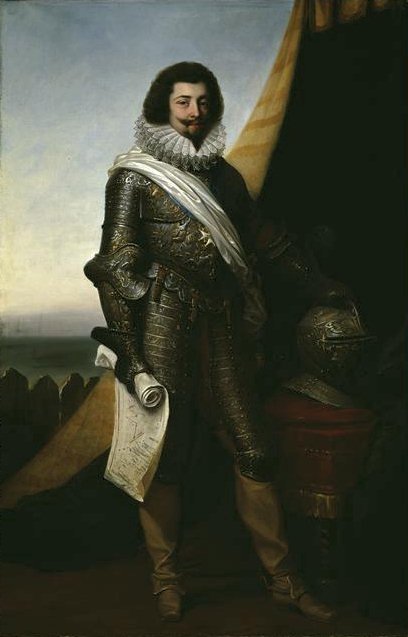
François de Bassompierre

### La digue de La Rochelle
Le pays était alors impliqué dans la guerre de Trente Ans. Le cardinal avait pris cette ville pour réduire à sa dernière extrémité le protestantisme dont elle était le principal siège. Cette construction était, pour Métézeau et lui-même, l'occasion de se racheter de la construction passée du temple protestant de Charenton. En effet, la construction de la digue visait à empêcher les intrusions maritimes, notamment de la part des Anglais, et ainsi protéger la ville des huguenots tant redoutés. Le cardinal, très favorable à ce projet, les recommanda à François de Bassompierre. Ce dernier fut également séduit et ordonna qu'on les logeât dans ses quartiers en attendant l'accord définitif du cardinal ; qui ne tarda pas à arriver et marqua ainsi le début des travaux. Métézeau travaillait sur la rive Nord, Thiriot - chapeauté par M. de Schomberg, maréchal de France - sur la rive du Midi. Lors de cette entreprise, Jean Thiriot découvre un phénomène encore inconnu pour lui : la marée. Cette dernière complique ses travaux, comme il l'apprend à son frère dans un courrier datant de fin 1627. À cette époque, les transports de courriers n'étaient pas aussi aisé qu'aujourd'hui et il fallait attendre une occasion favorable pour correspondre sur de grandes distances. On confia donc cette lettre à un jeune homme de Saint Mihiel, du régiment de Vaubécourt qui, blessé à La Rochelle, devait rentrer en Lorraine. En janvier 1627, un sergent-major au régiment de Rambure nommé Fabert (Abraham de Fabert d'Esternay de son vrai nom) se lie intimement à Jean Thiriot. L'intelligence et la bravoure de ce Messin le séduisent, Fabert lui confie alors son idée quant à la manière la plus commode pour mouvoir les « énormes fardeaux que l'on coulait à la mer ».
Les travaux de La Rochelle attiraient curieux et savants qui ne pouvaient qu'admirer le gigantisme du projet. Parmi eux, on peut mentionner Jacques Callot, un Lorrain lui aussi (de Nancy).
La mer devenait de plus en plus profonde, et il n'était plus possible de jeter les pierres à vue. On eut alors l'idée de charger de maçonnerie cimentée des vaisseaux attachés ensemble et d'aller les échouer sur la digue, pour ensuite les recouvrir de pierres et de moellons, aisément manipulables du fait de leur poids et de leur forme[réf. souhaitée]. Ces navires, avant d'arriver à destination, étaient la cible d'incendies perpétrés par les assiégés qui ne manquaient jamais de compromettre les travaux qui leur étaient particulièrement hostiles[réf. nécessaire].

## Chute des protestants à La Rochelle
Après s'être débattu durant de longs mois, les protestants doivent se rendre le 28 octobre 1628. La population est décimée et les survivants très affaiblis par la famine et les épidémies. La religion catholique est rétablie, pour le plus grand bonheur du cardinal. Jean Thiriot ayant largement participé au succès de cette entreprise, il reçoit alors « le titre et les émoluments d'ingénieur-architecte des bâtiments du roi, le surnom de capitaine, avec des lettres de noblesse et armoiries consistant en un maillet dont le manche est engagé entre les branches d'un compas ; pour timbre, un casque ouvert à côté, et pour support, deux génies nus ».
Le 14 février 1645 il épouse en l'église St Gervais de Paris, Louise ROUSSEAU, fille de Pierre, marchand orfèvre, et Catherine MASELIN. Il était veuf en premières noces de Marguerite SIMON. Ses armoiries furent gravées sur le fronton de la maison de son père, à Vignot ; on les redécouvrit en 1856 sur une pierre de la maison du maire (à l'époque, M. Delignière.

### Mort
Jean Thiriot meurt le 24 janvier 1649, il sera enterré dans la chapelle du Rosaire de l'église Saint Honest d'Yerres, où il s'était fait construire une maison de campagne. Sur sa sépulture, on peut lire l'épitaphe : 

## Controverses
L'histoire et la carrière du susnommé Jean Thiriot furent l'objet de nombreuses versions qui diffèrent toutes sur les faits, et surtout sur l'importance de son rôle dans la construction de la digue de La Rochelle. Ce qui pose la question de l'authenticité d'un récit datant de plusieurs décennies.